# صحراء كولورادو

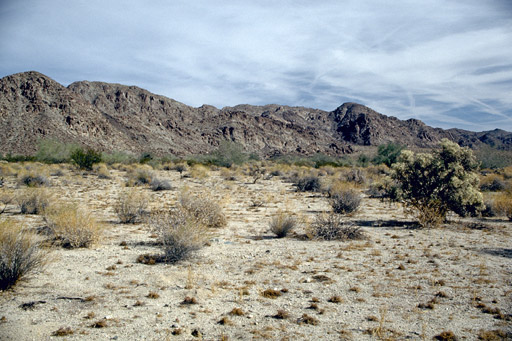
منظرٌ لجانب من صحراء كولورادو.

صحراء كولورادو، هو اسمٌ يُطلق على إحدى أقسام صحراء سونورا الداخلة ضمن نطاق ولاية كاليفورنيا، والتي يمتد قسمها الأعظم عبر كامل جنوب غرب أمريكا الشمالية. تمتد صحراء كولورادو على مساحةٍ شاسعة تصل إلى حوالي 7 ملايين فدَّان (2,800,000 هكتار)، فتبلغ جنوبًا حدود المكسيك الشمالية الشرقية، وصحراء موهاڤي الأكثر ارتفاعًا شمالاً، وتمتد من حدود نهر كولورادو شرقًا حتى جبال لاگونا من السلسلة شبه الجزريَة غربًا. تضم هذه المنطقة وادي كواتشيلا والوادي الإمبراطوري التي استُصلحت مُعظم أراضيهما للزراعة. تُشكّلُ صحراء كولورادو موطنًا للعديد من أنواع النبات والحيوان الفريدة، وكثيرٌ منها بلديّ متوطّن لا يوجد في أيّ مكانٍ آخر على سطح الأرض.

## الجغرافيا والطبقات الأرضيَّة

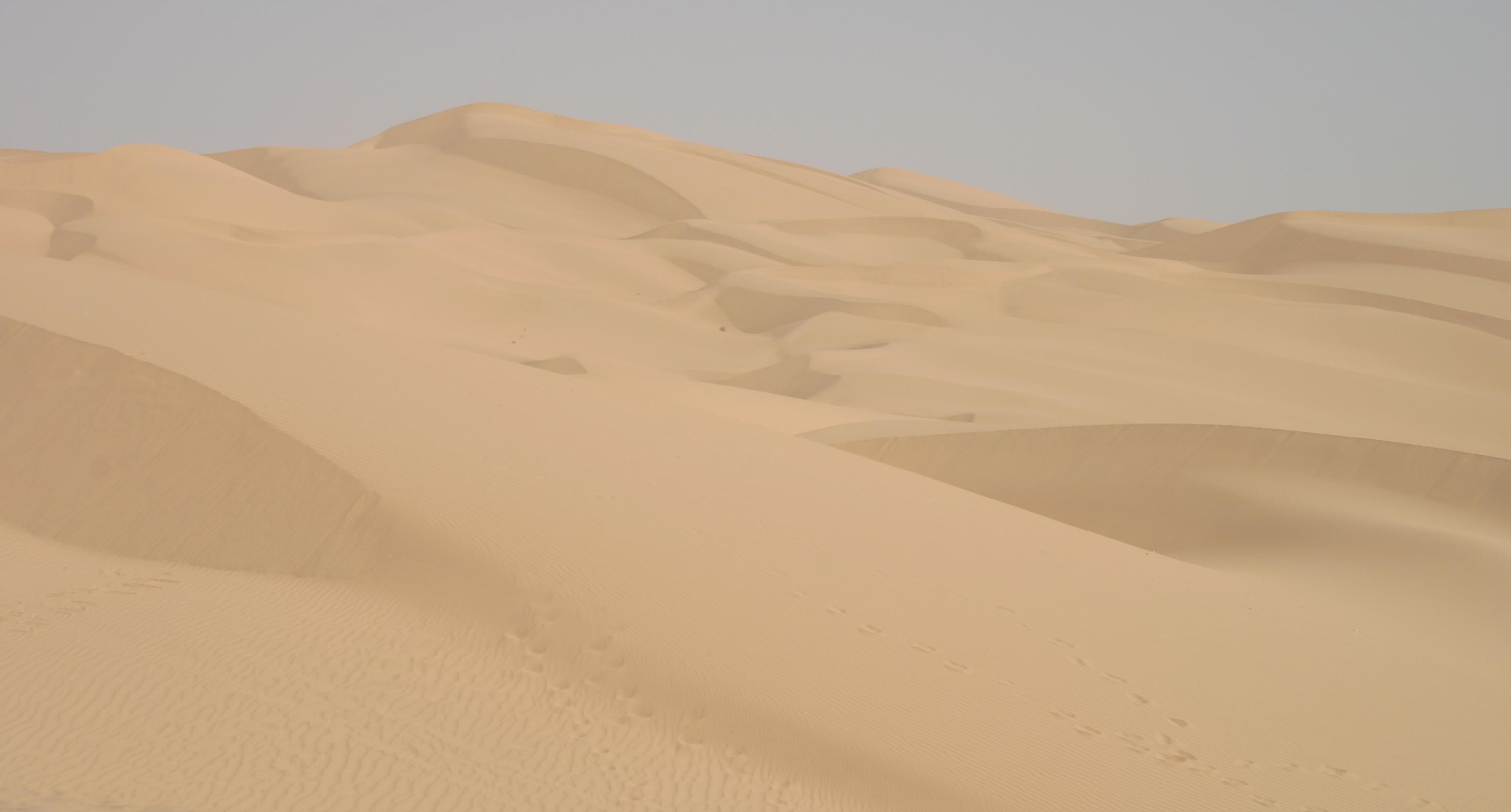
كثبان رمليَّة في وادي إمپيريال.

تمتد المِنطقة المُشكلة لصحراء كولورادو على مساحة 7 ملايين فدَّان (28,000 كلم2) تقريبًا، وهي بهذا تمتد من المنطقة المتاخمة للحدود الشماليَّة الغربيَّة من المكسيك جنوبًا، حتى صحراء موهاڤي شمالاً، ومن حدود نهر كولورادو شرقًا، حتى جبال لاگونا من السلسلة شبه الجزريَة غربًا. تضم الصحراء مقاطعة إمپيريال وبعضٌ من أقسام مُقاطعات سان دييگو، وريڤرسايد، وجزءٌ يسير من مقاطعة سان برناردينو.
أغلب أراضي صحراء كولورادو عبارة على أراضٍ وطيئة منخفضة، يقل ارتفاعها عن سطح البحر بحوالي 300 متر (1,000 قدم)، وأدنى موقع فيها يصل إلى 84 مترًا (275 قدمًا)، وهي تلك البحيرة المعروفة باسم «بحر سالتون». تضمُّ المنطقة عدَّة قممٍ جبليَّة لا يتعدى ارتفاع معظمها 910 أمتار (3,000 قدم)، غير أنَّ فيها قليلٌ يصل علوّه إلى 3,000 متر (10,000 قدم)، لكنه لا يتخطى ذلك الارتفاع.
تتميز الطبقات الأرضيَّة لهذه المنطقة بكثرة تحرُّكات الصفائح التكتونيَّة، وتحويلها الأصدع إلى فوالق، وفيها تتصل أقصى شقوق صدع سان أندريز الجنوبيَّة بأقصى شقوق هضبة المحيط الهادئ الشرقية. بناءً على هذا، تتعرَّض المنطقة لهزّاتٍ أرضيَّة وزلازل على الدوام، مما يؤدي إلى حصول مدٍّ في قشرتها الأرضيَّة، ومن شأن هذا أن يؤدي إلى إغراق المنطقة في المستقبل البعيد.

## المناخ
تتميَّزُ صحراء كولورادو بمُناخها الذي يجعلها فريدةً بين الصحاري، فالمنطقة تختبرُ درجات حرارةٍ خلال ساعات النهار الصيفيَّة أعظم من درجات حرارة الصحاري الأكثر ارتفاعًا، وبالكاد تعرفُ الصقيع. بالإضافة إلى ذلك، تختبر هذه الصحراء موسمين مُمطرين خلال السنة (واحدٌ في الشتاء والآخر خلال أواخر الصيف)، وبالأخص في القسم الجنوبي من المنطقة؛ أمَّا شمالاً فتعرفُ صحراء موهاڤي أمطارًا شتويَّةً فقط.
تحبسُ السلسلة شبه الجزريَة للساحل الغربي، وغيرها من سلاسل الجبال الغربيَّة الواقعة في جنوب كاليفورنيا وشمال باها كاليفورنيا، تحبسُ مُعظم الرياح الساحلية القادمة من المحيط الهادئ وما تحمله من غيوم مُثقلة بالأمطار، مما يتسبب بمناخ الصحراء الجاف. من الظواهر المُناخيَّة الأخرى سواء الطويلة أو القصيرة ما يُحملُ إلى الصحراء من خليج كاليفورنيا جنوبًا، ويتجسّدُ غالبًا مع ظهور الرياح الموسميَّة الصيفيَّة، ومن هذه الظواهر بقايا الأعاصير المُكوَّنة في المحيط الهادئ، والعواصف من التيار النفاث الاستوائي الجنوبي، ومن نطاق التقارب بين المدارين شمالاً.

## الثروة النباتيَّة والحيوانيَّة

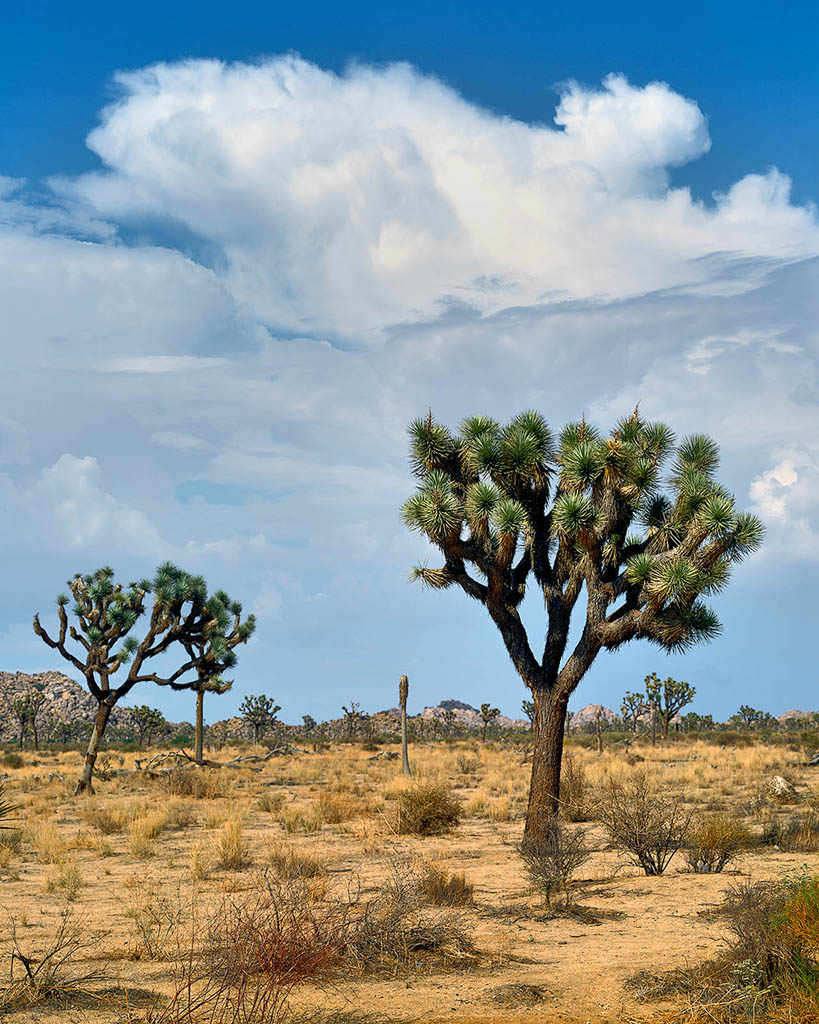
أشجار يوشع، أو اليوكا قصيرة الأوراق.

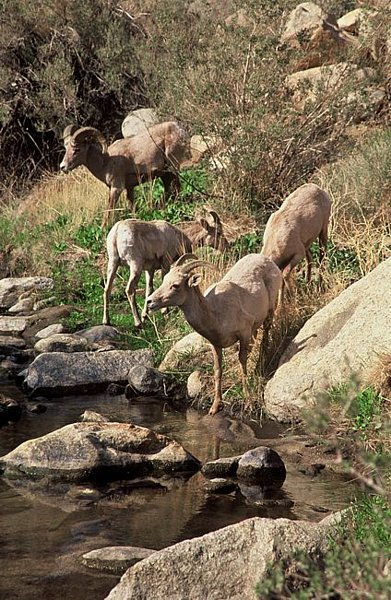
مجموعة من أكباش الجبال الصخريَّة في منطقة وادي النخيل بمنتزه أنزابوريگو الصحراوي.

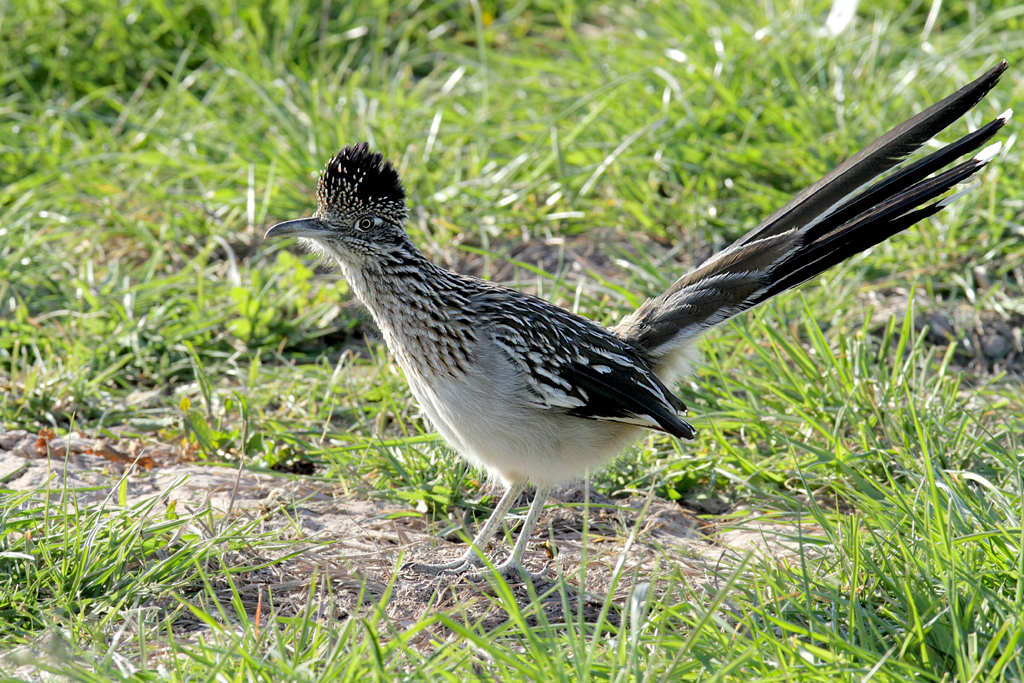
عدّاء البرّ الأكبر، من الطيور المألوفة في صحراء كولورادو.

تشتمل قائمة الموائل الطبيعيَّة لصحراء كولورادو على: أراضي آجام حشائش الشحم، وأراضي الأشجار القمئية المُختلطة بما فيها اليوكا وصبَّار التشولا؛ وآجام القطف الصحراوي؛ وأراضٍ عشبيَّة مُتأقلمة مع الرمال؛ والكثبان الرمليَّة. تُهيمنُ أشجّار الصنوبر الپنيوني والعرعر الكاليفورني على المُرتفعات، وتنتشرُ في الأخيرة أيضًا بعض جنبات المانزانيتا وصنوبر كولتر كبير الثمر. أكثرُ من نصف نباتات هذه الصحراء يُزهرُ سنويًا، وتؤدي الأمطار الغزيرة إلى فرش الأرض ببساطٍ من الزهور والورود الزكيَّة، وإلى إنعاش النباتات المُعمّرة. وفي القسم الجنوبيّ من المنطقة الذي يعرفُ أمطارًا موسمية، تُزهرُ عِدّة نباتات خلال الصيف بما فيها أنوعٌ من الأشجار من شاكلة: الشوكيَّة الدخانيَّة، والسنط الصحراوي، وشوكيَّة القدس. أمَّا أبرز أشجار الصحراء فلعلَّها شجرة يوشع المعروفة أيضًا باليوكا قصيرة الأوراق، وهي شجرة مُميزة يُمكن العثور عليها في منتزه شجرة يوشع الوطني، بالإضافة إلى بضعة مناطق في شمال غرب أريزونا.
أبرز أنواع الحياة البريَّة قاطنة الصحراء: الأيل الآذاني، والوشق الكميت، والجرذ الكنغري الصحراوي، وفأر الصبَّار، والأرنب البريَّة سوداء الذيل، وسُمانى گامبل، والأفعى المُجلجلة الماسيَة الحمراء. كذلك تأوي الصحراء أنواعًا غدا بعضها نادرًا، أو حسَّاسًا تجاه تغييرات البيئة من حوله بفعل النشاطات البشريَّة، فاستحال مُميزًا عند الناس، ومنها: السحليَّة القرناء مُفلطحة الذيل، وسحليَّة وادي كواتشيلا مُهدبة الأصابع، وسلحفاة الصحراء، وصقر المروج، وجعران الكثبان الأندروي، والضأن كبير القرون المعروف أيضًا بكبش الجبال الصخرية من السُلالتين النلسونيَّة (Ovis canadensis nelsoni - كبش الجبال الصخرية الصحراوي)، والصحراويَّة (Ovis canadensis sierrae - كبش صحراء نيڤادا)، بالإضافة إلى الخفَّاش الكاليفورني برعمي الأنف.
يحدُّ المناخ الجاف لصحراء كولورادو من انتشار مصادر المياه والموائل الرطبة على نحوٍ واسع، ولهذا فإن بعضها القائم ضروريٌ جدًّا لبقاء الحياة البريَّة. أحيانًا تؤدي مياه الأمطار إلى تفجير ينابيع في نواحٍ مُختلفة من الصحراء، فتخلق هذه بدورها غُدرانًا مُتدفقة، وواحات نخيلٍ مروحيّ، وسبخات مياهٍ عذبة، وبحيراتٍ مؤقتة، وجداول سريعة الزوال، وتحثُّ المجموعات النباتيَّة المشاطئيَّة على النموّ، وغالبًا ما تُهيمنُ على هذه أشجار الحور القطني، والصفصاف، والأثل الدخيلة. من أبرز المسطحات المائيَّة في المنطقة: بحر سالتون ونهر كولورادو. تأوي الصحراء أيضًا بضعة حيواناتٍ يقتثرُ وجودها على الموائل المائيَّة القليلة، ومن هذه: علجوم الغدران، والجرويَّة الصحراويَّة، وتفلق يوما المخشخش، وخطَّاف الذباب الصفصافي. يتولّدُ عن الأمطار الصيفيَّة بضع بُحيراتٍ موسميَّة تدوم لوقتٍ قصير، تُشكّلُ موطنًا لبعض الأنواع غير المألوفة مثل العلجوم الكوتشي مغرفيّ القدم.
تُعدُّ واحات النخيل المروحيّ إحدى المجموعات النباتيَّة النادرة قاطنة صحراء كولورادو، فهي توجد فقط في المناطق حيث يتوفّرُ مصدرٌ دائمٌ للمياه، كما عند الينابيع أو على طول خطوط الأصداع الأرضيَّة، حيثُ تُدفع المياه الجوفيَّة إلى السطح عبر ازحال الصخور الكتيمة، ويُمكن رؤيتها في مناطق سان خاسينتو، وسانتا روزا، وجبال سان برناردينو الصغرى، وفي وديان منتزه أنزابوريگو الصحراوي، وعلى طول صدع سان أندريز في وادي كواتشيلا. والنخل الوحيد الذي ينمو في هذه المناطق هو الوحيد المتوطن في كاليفورنيا، وهو نخل الصحراء المروحي (Washingtonia filifera)، المعروف أيضًا بنخيل كاليفورنيا المروحي.

### النباتات المتوطنة
تأوي بعض المناطق الفرعيَّة من صحراء كولورادو أنواعًا من النباتات المتوطنة التي لا تنمو في أي مكانٍ آخر، ومن هذه المناطق: وادي كولورادو النهري السفلي، وبعض الوديان، والأراضي السهليَّة، أو على بعض المُرتفعات. هُناك على الأقل ثلاثة أنواع من النباتات المتوطنة في هذه الصحراء، وهي: سوسن الصحراء (Hesperocallis undulata)، والنولينا البيگلويَّة (Nolina bigelovii)، والتَّنوب الصحراوي (Peucephyllum schottii).

## المنتزهات الوطنيَّة والمحليَّة
- منتزه شجرة يوشع الوطني
- مأوى الحياة البريَّة الإمپيريالي الوطني
- مأوى سوني بونو الوطني للحياة البرية في بحر سالتون
- محمية نخيل تلال إنديو
- منتزه أنزابوريگو الصحراوي
- مركز پيتشاكو لإعادة التأهيل
- مركز بحر سالتون لإعادة التأهيل

## قضايا بيئيَّة
كان للنشاطات البشريَّة تأثيرٌ بارز على الحياة البريَّة وموائلها الطبيعيَّة في المنطقة، على الرغم من أنَّ صحراء كولورادو هي إحدى أقل المناطق سُكانًا في كاليفورنيا. وسبب هذا التأثير هو طبيعة المنطقة نفسها، فالكثير من المجموعات الأحيائيَّة والطبيعيَّة الفريدة، وبالأخص النظم المائيَّة والكُثبانيَّة، محدودة الانتشار وتفصلها عن بعضها مساحاتٌ شاسعة من الأراضي الصحراويَّة اللامأهولة، ولهذا فإن أقلَّ تدخلٍ بشريّ من شأنه أن يؤذي الحياة البريَّة المتوطنة الحسَّاسة لأقل اضطراب أو تغيّر يصسيب تلك الموائل.
يُعدّ التحكّم بالتسريبات المائيَّة ومياه الفيضانات على طول نهر كولورادو من أبرز التأثيرات البشريَّة على المنطقة، وقد أدّت هكذا نشاطات إلى تغيير المياهيات المحليَّة بشكلٍ لا ريب فيه، فقد تمَّ توزيع الكثير من مخزون المياه على مساحاتٍ واسعة من الأراضي الزراعيَّة والتجمعات الحضريَّة الساحلية الكبرى مثل مدينتيّ لوس أنجلوس وسان دييگو، فكان من نتيجة هذا أن أصبح بحر سالتون ونهر كولورادو يخضعان لتحكم الإنسان وتُسيّر مياههما لخدمة مصالحه. كان لهذه التغييرات أثرٌ كبير على الحياة البريَّة المحليَّة وموائلها الطبيعيَّة، بسبب ندرة مصادر المياه في المنطقة، أضف إلى ذلك أن أنحاءً من هذه الصحراء تشهدُ تزايدًا سُكانيًا وانتعاش لحركة العمران والتطوير، وبالأخص وادي كواتشيلا.

## وصلات خارجية
- صحراء كولورادو - نظرةٌ عامَّة من موقع خطة إغاثة الحياة البريَّة الكاليفورنيَّة.